# صوم متقطع

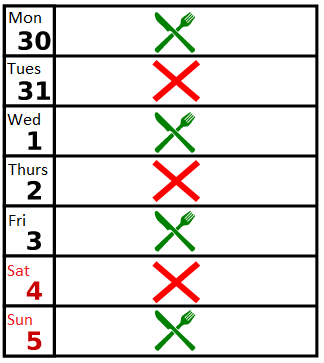
جدول يومي للصوم متقطع بحيث يتناوب بين أيام الأكل المعتاد وأيام الصيام التي تحتوي على سعرات حرارية منخفضة أو معدومة

الصيام المتقطع هو مصطلح شامل لأنظمة غذائية متنوعة تتداور بين فترة من الصيام وفترة بدون صيام خلال فترة محددة. يمكن كذلك استخدام الصيام المتقطع إلى جانب تقييد السعرات الحرارية لإنقاص الوزن.

## التنوعات
يمكن تقسيم الصور الشائعة للصيام المتقطع إلى فئتين: صيام طوال اليوم، والتغذية المحددة بوقت.
- يشمل الصيام طوال اليوم الصوم لمدة يوم كامل بشكل منتظم. الصورة الأكثر تشددا هي الصيام بالتبادل. وهذا يشمل الصوم لمدة 24 ساعة تتبع بـ24 ساعة بدون صيام.[2] يسمح النظام الغذائي 5:2 (يومين صيام وخمسة أيام أكل عادية) تاستهلاك 500-600 سعر حراري في أيام الصيام.
- تشمل التغذية المححدة بوقت تناول الطعام خلال عدد معين من الساعات كل يوم.[3] شكل شائع من ذلك النوع يتضمن الصيام لمدة 16 ساعة كل يوم وتناول الطعام خلال الـ8 ساعات المتبقية فقط، عادة في نفس المواعيد من كل يوم.[4] يوجد شكل أكثر تحررًا بحيث يتضمن الصيام لمدة 12 ساعة وتناول الطعام لمدة 12 ساعة، ونظام أكثر تشددًا يتمثل في تناول وجبة واحدة في اليوم، ما يعني حوالي 23 ساعة من الصيام في اليوم.

تتنوع التوصيات بخصوص ما يمكن تناوله خلال فترات الصيام. يقول البعض الماء فقط، فيما يسمح آخرون بتناول الشاي أو القهوة (بدون حليب أو سكر) أو المشروبات صفرية السعرات الحرارية ذات المُحليات الصناعية. بينما يسمح آخرون بـ«الصيام المُعدَّل» مع تناول عدد محدود من السعرات الحرارية (20% من الطبيعي مثلًا) خلال فترات الصوم بدلًا من عدم تناول أي سعرات على الإطلاق.
أصبح النظام الغذائي 5:2 (يومان صيام وخمسة أيام عادية) شائعًا في المملكة المتحدة في 2012  بعدما عرض برنامج آفاق عبر قناة بي بي سي الفيلم الوثائقي «كل، صم، وعش أطول». كذلك أصبح أكثر ممارسة من خلال مبيعات الكتب الأفضل مبيعًا.
وفقًا لإختيارات خدمة الصحة الوطنية بالممكلة المتحدة في 2012، يجب على الناس الذين يضعون في اعتبارهم استخدام النظام الغذائي 5:2 أن يستشيروا طبيًا أولًا، لأن الصيام قد يكون غير آمنا أحيانًا لبعض الناس. في المملكة المتحدة، قدمت الصحف الشعبية تقارير حول أبحاث تدعي أن النظام الغذائي 5:2 يمكن أن يقلل خطر الإصابة بسرطان الثدي، ويحسن وظائف المخ والمناعة، أو يمد من فترة الحياة، ولكن لم يكن هناك أدلة كافية على ذلك. عبرت الرابطة الطبية الكندية في خبر على مجلتها عن قلقها لأن المواد الترويجية للنظام أظهرت أشخاص يتناولون أطعمة عالية السعرات الحرارية مثل الهامبرغر، والرقائق المقلية، وأن ذلك قد يشجع الأكل بشراهة نظرًا لأن الإستنتاج من الدعاية كان «إذا صمت يومين أسبوعيًا، يمكنك أن تلتهم ما يتسع له حلقك خلال الأيام الخمس المتبقية».

## البحث العلمي
قالت إحدى المراجعات في 2014 أن الصيام المتقطع لم تتم دراسته في الأطفال، المسنين، أو ناقصي الوزن، وأنه قد يكون ضارًا لأولئك الأشخاص. كما اقترح أن الأشخاص الذين يصومون لفترات أطول من 24 ساعة يجب أن تتم متابعتهم بواسطة طبيب، نظرًا لإحتمالية حدوث تغيرات في الجهاز الهضمي أو النظم اليوماوي. توصلت المراجعة إلى أن الصوم من غير المحتمل أن يكون له تأثير على حالات أخرى غير حالات السمنة، مثل الشيخوخة أو الحالات المزمنة الأخرى، إلا إذا تم الجمع بينه وبين تقييد معتدل للسعرات الحرارية ونظام غذائي نباتي مثل حمية البحر الأبيض المتوسط.
وفقًا لمراجعة أخرى في 2014، قد يؤدي الصوم المتقطع إلى فقدان الوزن، إلا أن تحديد السعرات الحرارية على مدى طويل قد يؤدي إلى فقدان أكبر بقليل للوزن مقارنة بالصوم المتقطع.
لقد وُجد أن الصوم المتقطع له أثار مفيدة في البالغين الأصحاء والبدناء لتقليل الإنسولين، والدهون الثلاثية، وسكر الدم في فترات الصيام الأقصر من 24 ساعة.

## نظام 16:8 ساعة
نسخة أخرى من الصيام المتقطع تتضمن التناوب بين فترات الصيام وتناول الطعام خلال يوم واحد. يتم استخدام الطريقة 16:8 غالبًا. تبدأ مرحلة تناول الطعام لمدة 8 ساعات فقط بعد فترة صيام مدتها 16 ساعة. مع الأخذ في الاعتبار الراحة أثناء الليل وتخطي وجبة الإفطار أو العشاء. يمكن دمج هذا الإجراء في الحياة اليومية دون تغييرات كبيرة، حيث لا يلزم تغيير النظام الغذائي. يُسمح بتناول الماء والشاي أو القهوة غير المحلاة خلال فترة الصيام. في الصيام اليومي المتقطع، يتم أيضًا نشر المتغيرات التي تتضمن فترات راحة أطول لتناول الطعام (على سبيل المثال 18:6 أو 20:4).

## دراسات
يؤدي الصيام المتقطع إلى تغيرات فسيولوجية واستقلابية مماثلة لدى البشر مثل تقييد السعرات الحرارية المستمر. ومع ذلك، فإن الاختلاف الرئيسي هو أنه يمكن اكتشاف تركيزات أعلى بكثير من الأجسام الكيتونية في البلازما أثناء الصيام المتقطع. ويُعتقد أن النمط الغذائي للصيام المتقطع يشبه النمط الذي كان عند الإنسان قبل بداية الزراعة وتربية الماشية أكثر من أوقات الأكل في العصر الحديث وأن جسم الإنسان لا يزال متكيفًا مع ذلك. تشير نتائج الدراسات قصيرة المدى إلى أنه بعد شهرين إلى ثلاثة أشهر من الصيام اليومي المتناوب (نوع من الصيام المتقطع)، يفقد الأشخاص الذين يعانون من زيادة الوزن ما بين 3 إلى 7% من وزن الجسم وتتحسن عوامل خطر الإصابة بأمراض القلب التاجية.